# Forte de São Sebastião do Porto Novo
O Forte de São Sebastião do Porto Novo localizava-se no lugar da Ribeira Seca, na freguesia da Vila de São Sebastião, concelho de Angra do Heroísmo, na costa sul da ilha Terceira, nos Açores.
Em posição dominante sobre este trecho do litoral, constituiu-se em uma fortificação destinada à defesa deste ancoradouro contra os ataques de piratas e corsários, outrora frequentes nesta região do oceano Atlântico.

## História
Na foz da Ribeira Seca existiu o principal porto da freguesia, chamado de "Porto Novo", por oposição ao "Porto Velho", este na Casa das Mós, na ponta de Santa Catarina. No Porto Novo, também conhecido por porto de Gaspar Gonçalves Machado, era embarcado o pastel, o trigo, a cevada e o centeio, e ainda a telha para a cidade de Angra e as demais ilhas do arquipélago. Constituía-se no terceiro porto comercial da ilha.
Em 1571, a Câmara Municipal de São Sebastião determinou a construção de dois redutos para a defesa do chamado "Porto Novo": o 1.º Reduto da Ribeira Seca e o 2.º Reduto da Ribeira Seca. Essa defesa foi reforçada com a construção de dois fortes nas pontas contíguas à enseada: o Forte de São Sebastião (1574) e o Forte de São Francisco (1581).
Neste mesmo local ficava o termo dos concelhos de São Sebastião e da Praia, pelo que aí terá existido um portão, para efeitos administrativos.
A seu respeito, no contexto da crise de sucessão de 1580, ao referir as defesas implementadas pelo então corregedor dos Açores, Ciprião de Figueiredo e Vasconcelos, DRUMMOND registou: "(...) e dentro na enseada do mesmo porto [baía do Porto Novo], concluiu-se um pequeno castelo denominado de S. Sebastião, nome do santo da vila, cujo porto defendia, e nele estava nos 6 meses de verão o comandando com as munições de guerra convenientes, por ser este o terceiro porto comercial da ilha. (...)"
Dois séculos mais tarde Manoel de Matos P. de Carvalho, na "Notícia da fortificação da Ilha Terceira" (1766), registou:
"20 - A fortaleza da Ribeira Seca, com duas peças.
(…) todas estas fortalezas se acham presentemente reparadas, por ocasião da guerra."
Com a instalação da Capitania Geral dos Açores, o seu estado foi assim reportado em 1767:
"13º - Forte de S. Sebastião. Foi reformado de novo porem ja se acha com as suas muralhas todas abertas, por lhe faltar a rocha sobre que estava fundado, pela demolir o mar; tem seis peças de ferro capazes e não precisa mais do que cinco. O dito forte está incapaz de se uzar delle, pela sobredita ruina, precisa para se guarnecer cinco artilheiros e vinte auxiliares."
Encontra-se referido no relatório "Revista dos fortes e redutos da ilha Terceira", do capitão de Infantaria Francisco Xavier Machado (1772).
Encontra-se referido como "12. Forte de S. Seb.am o primr.º da Bahia da Ribeira Secca do Porto novo" no relatório "Revista aos fortes que defendem a costa da ilha Terceira", do Ajudante de Ordens Manoel Correa Branco (1776), que lhe relata a ruína:
"Este Forte hé dos mais importantes p.ª a defença de dezembarque, que na mesma se pode fazer, e foi dos milhores, que havia na costa, hoje se acha inteitamente distruido, apenas conserva a muralha da parte da terra, devese construir ali hú reducto, servindo-o p.ª elle a muralha existente, o qual deve ter capacid.e para laborarem as sinco pessas de Artelharia, que se acháo postadas naq.le lugar."
A "Relação" do marechal de campo Barão de Bastos em 1862 localiza-o na freguesia de Porto Martim, informa que se encontra "Demolido desde longos annos".
Atualmente nada mais resta dos antigos redutos e nem do portão.